# 845
| 845                |
| ------------------ |
| Dødsfald - Fødsler |
| • Begivenheder     |

| Gregoriansk kalender | 845 DCCCXLV             |
| Ab urbe condita      | 1598                    |
| Armensk kalender     | 294 ԹՎ ՄՂԴ              |
| Kinesiske kalender   | 3541 – 3542 甲子 – 乙丑 |
| Etiopisk kalender    | 837 – 838               |
| Jødisk kalender      | 4605 – 4606             |
| Hindukalendere       |                         |
| - Vikram Samvat      | 900 – 901               |
| - Shaka Samvat       | 767 – 768               |
| - Kali Yuga          | 3946 – 3947             |
| Iransk kalender      | 223 – 224               |
| Islamisk kalender    | 230 – 231               |

Se også 845 (tal)

## Begivenheder
- Frankerne forsøger at samarbejde med abodriterne, og kong Erik (Horik) svarer straks igen ved at afbrænde Hamburg og sende Regnar Lodbrog med en hær imod Paris
- 28. marts - Vikinger, formentlig under ledelse af Ragnar Lodbrog, erobrer Paris og kræver en stor løsesum

## Dødsfald
| År | Spire Denne artikel om et år, årti, århundrede eller årtusinde er en spire som bør udbygges. Du er velkommen til at hjælpe Wikipedia ved at udvide den. |